# Limonium salmonis
Limonium salmonis är en triftväxtart som först beskrevs av fader Sennen och Elias, och fick sitt nu gällande namn av Sandro Alessandro Pignatti. Limonium salmonis ingår i släktet rispar, och familjen triftväxter. Inga underarter finns listade i Catalogue of Life.